# Lago Perrin
Il lago Perrin (pron. fr. AFI: [peʁɛ̃] - Lac Perrin in francese) a quota 2.633,2 m s.l.m. è un lago naturale di origine glaciale che si trova nella Val d'Ayas.

## Caratteristiche

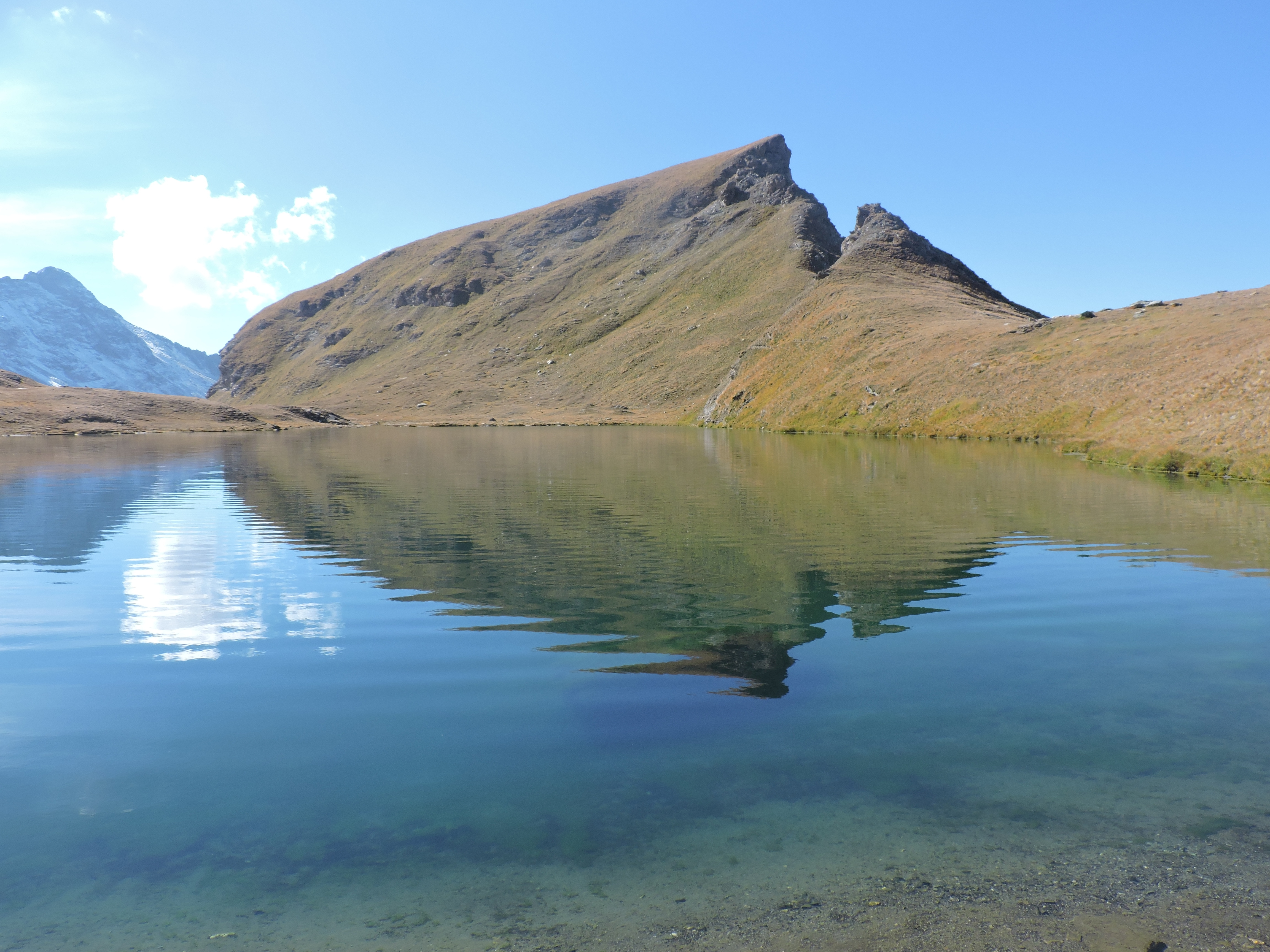
Le sponde del lago

Il lago occupa una conca definita ad ovest da un ripido rilievo erboso a quota 2771 m, a nord-est dalla Gran Cima e a sud-est dal Monte Perrin, il cui roccioso versante nord-occidentale incombe sullo specchio d'acqua. Dal lago nasce il torrente Mascognaz, un affluente dell'Evançon. L'alimentazione è dovuta ai nevai circostanti. Le acque ospitano una significativa fauna ittica e le rive sono bordate da eriofori.

## Accesso
Il lago può essere raggiunto per sentiero segnalato partendo da Champoluc e passando o per il vallone di Mascognaz o per quello del torrente Cunéaz, consentendo di effettuare una interessante escursione ad anello a chi percorre uno dei due sentieri in salita e l'altro in discesa. Data la natura incontaminata della zona il lago è considerato di notevole valore paesaggistico. Dal lago si può proseguire verso la Gran Cima o il Monte Perrin.